# Hugo Dardo Domínguez
Hugo Dardo Domínguez es ingeniero en construcciones y Diputado de la Provincia del Chaco por la Unión Cívica Radical, egresado de la Universidad Nacional del Nordeste, es Master en Política y Gestión Universitaria, Universitat de Barcelona – ESPAÑA.

## Biografía

### Estudios
Se ha formado y ,cuenta con una importante trayectoria en Gestión y Liderazgo Universitario (IGLU) Cono Sur, Universidad del Salvador (USAL), Ciudad Autónoma de Buenos Aires, siendo pasante de posgrado en la Universidad Técnica Particular de Loja – ECUADOR. Es Docente en carreras de grado en la Facultad de Ciencias Exactas, Naturales y Agrimensura (FACENA), Universidad Nacional del Nordeste.

### Trayectoria Profesional
Cuenta con una amplia experiencia en Gestión Universitaria, ocupando el cargo de Secretario General de Extensión Universitaria de la Universidad Nacional del Nordeste (UNNE) Período 2002-2011, miembro del Comité Ejecutivo de la Red de Secretarios de Extensión de las Universidades Públicas Argentinas del Consejo Interuniversitario Nacional (CIN), responsable institucional de los Programas: UNNESALUD, La Universidad en el Medio, UNNE+Municipios, Educar UNNE a Todos, Consejero Superior: por el Claustro de Estudiantes, Universidad Nacional del Nordeste (UNNE) Período 1998-1999, y Consejero Directivo Facultad de Ingeniería, (UNNE) Período 1997-1999.
El Ing. Domínguez ha tenido responsabilidades funcionales como Miembro Plenario Titular del Consejo Económico y Social (CONES), 2002-2003, Delegado Nacional de la Comisión Nacional de Comunicaciones (CNC) para las provincias de Chaco y Corrientes, 2001-2002 y Asesor en diseño y cálculo de estructuras del Estudio de Diseño y Arquitectura, Resistencia (Chaco), Argentina, 2000-2006.

### Trayectoria Política
Entre sus actividades de participación política se mencionan: 
- Delegado al Comité Nacional por la Juventud Radical Período 1996-1997.
- Secretario General de Franja. Morada Regional Nordeste Período 1997-1998.
- Secretario General del Comité Provincial de la UCR del Chaco Período 2006-2008.
- Secretario General del Comité Provincial de la UCR del Chaco Período 2008/2009.
- Candidato a Diputado Provincial por la UCR Año 2007, Candidato a Diputado Nacional por la UCR Año 2009.
- Presidente del Comité Capital de la UCR de la Provincia del Chaco Año 2009/2011.
- Diputado de la Provincia del Chaco 2011-2015 y reelecto para los períodos 2015-2019.[2]